# Liam Fraser
Liam Scott Fraser (sinh ngày 13 tháng 2 năm 1998) là một cầu thủ bóng đá chuyên nghiệp người Canada thi đấu ở vị trí tiền vệ cho câu lạc bộ Deinze tại Belgian First Division B và đội tuyển quốc gia Canada.